# Antonio Marchesano (Politiker)

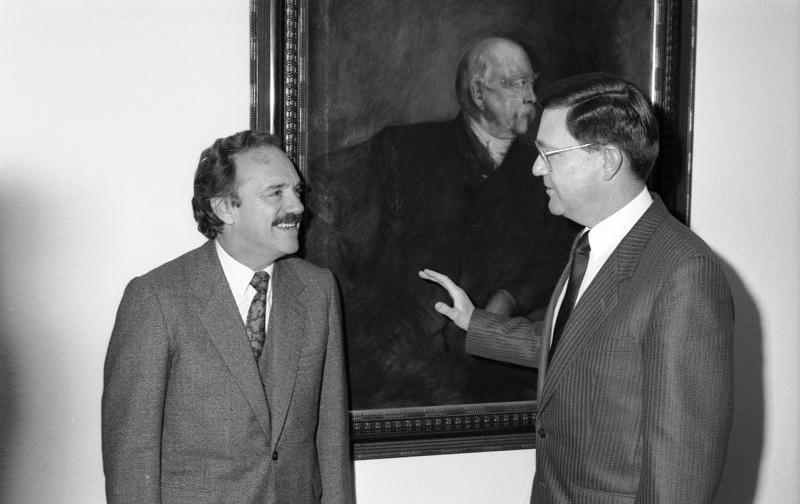
Antonio Marchesano (links) mit Carl-Dieter Spranger (18. Januar 1989)

Antonio Marchesano (* 1930; † 24. Januar 2019) war ein uruguayischer Politiker.
Antonio Marchesano, der der Partido Colorado angehörte, hatte als Repräsentant des Departamentos Montevideo in der 40. (für das Sublema Unidad y Reforma-15), 41. (für das Sublema Batllismo Unido-15) und 42. (für das Sublema Batllismo-15) Legislaturperiode (LP) ab dem 15. Februar 1967 mit der Unterbrechung durch die Phase der zivil-militärischen Diktatur bis zum 14. Februar 1990 ein Titualarmandat als Abgeordneter in der Cámara de Representantes inne. In dieser Zeit war er vom 15. Februar 1985 bis zum 1. März 1986 Präsident der Abgeordnetenkammer. Vom 2. April 1986 bis zum 28. Juli 1989 übte er das Amt des Innenministers aus.

## Zeitraum seiner Parlamentszugehörigkeit
- 15. Februar 1967 bis 14. Februar 1972 (Cámara de Representantes, 40. Legislaturperiode (LP))
- 15. Februar 1972 bis 27. Juni 1973 (Cámara de Representantes, 41. LP)
- 15. Februar 1985 bis 14. Februar 1990 (Cámara de Representantes, 42. LP)